# Montoussin
Montoussin (okzitanisch: Montossin) ist eine französische Gemeinde mit 130 Einwohnern (Stand: 1. Januar 2022) im Département Haute-Garonne und der Region Okzitanien (vor 2016 Midi-Pyrénées). Sie gehört zum Arrondissement Muret und zum Kanton Cazères. Die Bewohner werden Montoussinois genannt.

## Geographie
Montoussin liegt etwa 33 Kilometer nordöstlich von Saint-Gaudens an der Mündung der Nère in die Louge. Umgeben wird Montoussin von den Nachbargemeinden Fustignac im Nordwesten und Norden, Castelnau-Picampeau im Norden, Le Fousseret im Osten, Mondavezan im Süden, Francon im Südwesten und Westen sowie Montégut-Bourjac im Westen.

## Bevölkerungsentwicklung
| Jahr                       | 1962 | 1968 | 1975 | 1982 | 1990 | 1999 | 2006 | 2013 | 2020 |
| Einwohner                  | 116  | 97   | 89   | 91   | 108  | 90   | 104  | 129  | 129  |
| Quellen: Cassini und INSEE |      |      |      |      |      |      |      |      |      |

## Sehenswürdigkeiten

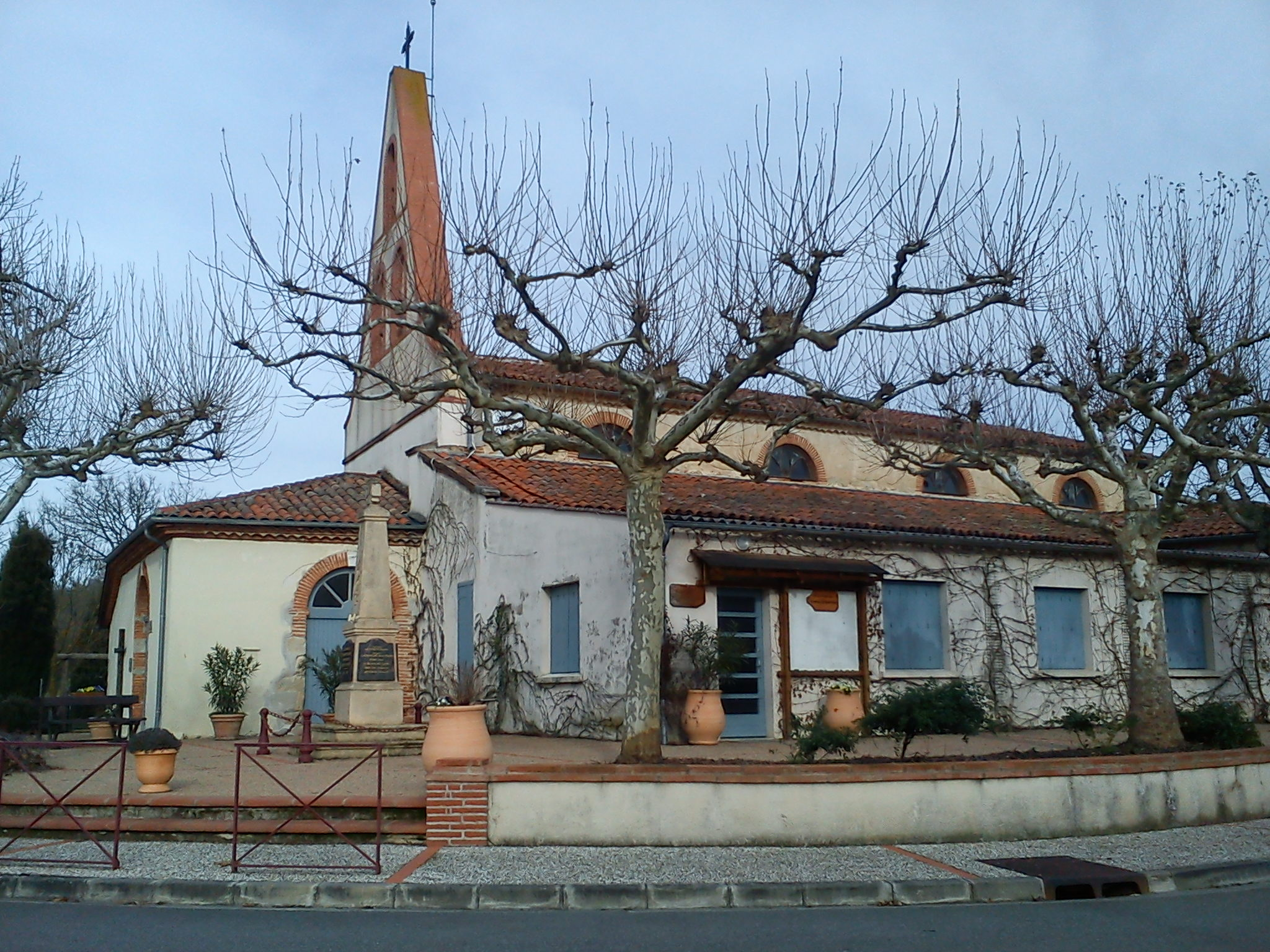
Kirche Sainte-Anne

- Kirche Sainte-Anne